# Robert J. Tavenor
Robert J. Tavenor est un acteur canadien né le 8 août 1964 à Kitchener (Canada).

## Filmographie
- 2001 : Judy Garland, la vie d'une étoile (Life with Judy Garland: Me and My Shadows) (TV) : Docteur
- 2002 : Cuban Missile Crisis: Secret Subs (TV) : Chief Petty Officer
- 2003 : True Stories: Sherlock Holmes (TV) : Mr. McPherson
- 2003 : Blind Eyes (vidéo) : Stanley
- 2006 : The Rick Mercer Report
- 2007 : Talk to Me de Kasi Lemmons